# كاترين مارتن
كاترين مارتن هي كاتبة سيناريو ومخرجة كندية، ولدت في 1958 في هال ‏ في كندا.

## وصلات خارجية
- كاترين مارتن على موقع IMDb (الإنجليزية)
- كاترين مارتن على موقع ألو سيني (الفرنسية)
- كاترين مارتن على موقع أول موفي (الإنجليزية)
- كاترين مارتن على موقع قاعدة بيانات الأفلام السويدية (السويدية)
- كاترين مارتن على موقع قاعدة بيانات الفيلم (الإنجليزية)
- كاترين مارتن على موقع كينوبويسك (الروسية)
- كاترين مارتن على موقع كينوبويسك (الروسية)